# Andy Frankenberger
Andrew „Andy“ Frankenberger (* 9. März 1973 in New York City, New York) ist ein professioneller US-amerikanischer Pokerspieler. Er ist zweifacher Braceletgewinner der World Series of Poker und gewann einmal das Main Event der World Poker Tour, bei der er 2010/11 als Spieler des Jahres ausgezeichnet wurde.

## Persönliches
Frankenberger stammt aus Andover im US-Bundesstaat Massachusetts, wo er die Phillips Academy absolvierte. Später studierte er an der Duke University in Durham und machte einen Abschluss in Wirtschaftswissenschaften und Russisch. Vor seiner Pokerkarriere arbeitete Frankenberger auf dem Aktienmarkt. Er lebt in New York City.

## Pokerkarriere

### Werdegang
Seine erste Geldplatzierung bei einem Live-Turnier erzielte Frankenberger im Januar 2010 in Atlantic City. Im Juni 2010 war er erstmals bei der World Series of Poker (WSOP) im Rio All-Suite Hotel and Casino am Las Vegas Strip erfolgreich und belegte bei einem Turnier in der Variante No Limit Hold’em den mit mehr als 20.000 US-Dollar dotierten 34. Platz. Mitte Juni 2010 setzte sich Frankenberger bei einem Deepstack-Event im Venetian Resort Hotel am Las Vegas Strip mit einem Hauptpreis von über 160.000 US-Dollar durch. Mitte August 2010 gewann er das Main Event der World Poker Tour (WPT) in Los Angeles und sicherte sich eine Siegprämie von 750.000 US-Dollar. Knapp zwei Monate später erreichte er im Hotel Bellagio am Las Vegas Strip einen weiteren Finaltisch beim WPT-Main-Event und erhielt für seinen fünften Platz rund 150.000 US-Dollar. Aufgrund dieser Leistungen wurde er am WPT-Saisonende 2010/11 als Spieler des Jahres der Turnierserie ausgezeichnet. Bei einem Turnier der WSOP 2011 sicherte sich Frankenberger Mitte Juni 2011 sein erstes Bracelet sowie knapp 600.000 US-Dollar Preisgeld. Ein Jahr später kam er bei der WSOP 2012 sowie der in Cannes ausgespielten World Series of Poker Europe insgesamt achtmal auf die bezahlten Plätze und gewann bei der Hauptturnierserie bei einem Event in Pot Limit Hold’em sein zweites Bracelet sowie ein Preisgeld von knapp 450.000 US-Dollar. Bei der WSOP 2017 erreichte Frankenberger einen Finaltisch und beendete diesen als Vierter, was ihm knapp 120.000 US-Dollar einbrachte. Beim WPT-Main-Event in Hollywood, Florida, belegte er Ende Januar 2018 den mit knapp 250.000 US-Dollar dotierten dritten Rang.
Insgesamt hat sich Frankenberger mit Poker bei Live-Turnieren mehr als 3,5 Millionen US-Dollar erspielt.

### Braceletübersicht
Frankenberger kam bei der WSOP 36-mal ins Geld und gewann zwei Bracelets:
| Jahr | Buy-in (in $) | Turnier           | Teilnehmer | Preisgeld (in $) |
| ---- | ------------- | ----------------- | ---------- | ---------------- |
| 2011 | 01.500        | No-Limit Hold’em  | 2500       | 599.153          |
| 2012 | 10.000        | Pot-Limit Hold’em | 0179       | 445.899          |